# 條紋錐體康吉鰻
條紋錐體康吉鰻（学名：Ariosoma fasciatum），又名條紋美體鰻，为糯鰻科美體鰻屬下的一个种，分布於印度洋及太平洋區，從馬達加斯加到法屬玻里尼西亞海域，深度10至50公尺，本魚體延長，尾部側扁，體白色，體側具有12至14條深色橫帶，在胸鰭起點的正前方有很大的鰓縫，脊椎骨154到159塊，頭部有許多小黑點，背鰭有更明顯的條紋和斑點，體長可達60公分，棲息在沙底質的潟湖和臨海珊瑚礁，掘洞而居，為底棲性魚類，夜間外出覓食，生活習性不明。

## 扩展阅读
- 維基物種上的相關：條紋錐體康吉鰻